# Беррак Тюзюнатач
Бирсе́н Берра́к Тюзюната́ч (тур. Berrak Tüzünataç; 2 ноября 1984, Ялова) — турецкая актриса и модель.

## Биография
Беррак родилась 2 ноября 1984 года в турецком городе Ялова. В 1995 году её семья переехала в Стамбул, где Беррак окончила лицей «Коч Озель». В 2004 году Беррак поступила на Бизнес администрирование в Стамбульский университет. Работала ведущей на телевидении, моделью, посещала уроки актёрского мастерства. Актёрская карьера началась в 2000 году сыграв в сериале «Жизнь взаймы». Не раз появлялась на обложках журналов «Haftasonu» и «Hello».

## Личная жизнь
Беррак встречалась с Неджатом Ишлером. С 2014 года актриса начала встречаться с хирургом Маджитом Битаргилом, в середине 2015 года пара рассталась. С декабря 2015 года Беррак встречается с актёром Бирканом Сокуллу, который в августе 2015 года развёлся со своей супругой, актрисой Айтен Аслы Энвер.

## Фильмография
| Год       |   | Русское название               | Оригинальное название        | Роль             |
| --------- | - | ------------------------------ | ---------------------------- | ---------------- |
| 2005      | с | Жизнь взаймы                   | тур. Ödünç Hayat             | Фейзан           |
| 2005      | ф | Полёт на ковре-самолёте        | Organize İşler               | Эбру             |
| 2005      | ф | Женщины Бейзы                  | тур. Beyzanın Kadınları      | Фиген            |
| 2007      | с | Непрощённый                    | тур. Affedilmeyen            | Дуйгу            |
| 2007—2008 | с | Прощай, Румелия                | Elveda Rumeli                | Вахиде           |
| 2009      | с | Разве это сердце забудет тебя? | тур. Bu Kalp Seni Unutur'mu? | Йылдыз Акай      |
| 2009      | ф | Зависть                        | Kıskanmak                    | Мюкеррем         |
| 2009      | ф | Драконья ловушка               | тур. Ejder Kapanı            | Эзо              |
| 2010      | ф | Море на ладони                 | тур. Bir Avuç Deniz          | Дениз Демирджи   |
| 2010—2011 | с | Эзель                          | Ezel                         | Баде Уйсал       |
| 2012      | с | Конец                          | тур. Son                     | Алев             |
| 2013      | ф | Конец дороги в Чанаккале       | тур. Çanakkale Yolun Sonu    | Бехидже          |
| 2013—2014 | с | Великолепный век               | Muhteşem Yüzyıl              | Михриниса Султан |
| 2015—2016 | с | Великий сыщик Филинта          | Filinta                      | Фарах            |
| 2017      | с | Фи Чи Пи                       | Fi                           | Озге Эгели       |
| 2018      | с | Дно                            | Dip                          | Экин             |